# چارلی کومین-پلت
چارلی کومین-پلت (انگلیسی: Charlie Comyn-Platt؛ زادهٔ ۲ اکتبر ۱۹۸۵) بازیکن فوتبال اهل بریتانیا است.
از باشگاه‌هایی که در آن بازی کرده‌است می‌توان به باشگاه فوتبال سایرون‌سستر تاون، باشگاه فوتبال سوئیندون تاون، باشگاه فوتبال بولتون واندررز، باشگاه فوتبال وستون سوپر مار، باشگاه فوتبال روچدیل، باشگاه فوتبال وایکام واندررز، و باشگاه فوتبال گرایس اتلتیک اشاره کرد.